# Климент II
Климент II (лат. Clemens; 1005—9 жовтня 1047) — сто сорок дев'ятий папа Римський (25 грудня 1046 — 9 жовтня 1047). Народився у Гомбурзі як син графа Конрада фон Морслебена і Горнбурга. З 1040 року був єпископом Бамберзьким. Після зречення папи Григорія VI був обраний папою за підтримки імператора Генріха III.
Засуджував симонію у своїх актах. Помер у жовтні 1047 року, його тіло було перевезено до Бамберга і поховано там. Сучасні дослідження решток Климента II свідчать про його можливе отруєння свинцевим цукром, хоча ця речовина у давні часи використовувалась як ліки від венеричних захворювань. Могила Климента II є єдиною, що розташована на північ від Альп (в Німеччині).